# Снег (операция советской разведки)
Операция «Снег» — операция советской разведки в начале 1940-х годов, направленная на ликвидацию военной угрозы Советскому Союзу со стороны Японии. Целью операции было склонить Соединённые Штаты Америки к определённым действиям, которые должны отвлечь Японию от её экспансионистских шагов в отношении Советского Союза.

## Ход операции
Операция «Снег» проходила в строжайшей секретности. По словам Виталия Павлова, основного участника операции, о ней знали только он, начальник внешней разведки НКВД Павел Фитин, Исхак Ахмеров и Л. П. Берия. Было ли доложено об этой операции И. В. Сталину — неизвестно. Как вспоминает Виталий Павлов: 

Нарком вызвал меня в октябре 1940 г. Разговор с ним был предельно кратким. Он спросил, понимаю ли я всю серьезность предлагаемой операции? Детали его не интересовали, их не обсуждали. — Сейчас же, — строго наказал Берия, — готовь всё необходимое и храни всё, что связано с операцией, в полнейшей тайне. После операции ты, Ахмеров и Павел Михайлович должны забыть всё и навсегда. Никаких следов её ни в каких делах не должно остаться.
Суть операции сводилась к следующему: перед самой войной Исхак Ахмеров, будучи резидентом нелегальной разведки в США, через своего агента познакомился с очень влиятельным работником министерства финансов США Гарри Декстером Уайтом. Как выяснилось, Уайт обладал определённым влиянием на министра финансов США. По своим взглядам Уайт был антифашистом. Идея, которую высказал Ахмеров, заключалась в том, чтобы посредством Уайта повлиять на позицию правительства США и, в конечном итоге, на позицию президента Соединённых Штатов Америки относительно захватнических планов Японии. Ахмерова Уайт знал как Билла, учёного-синолога (Ахмеров действительно учился в Пекине в колледже для иностранцев в 1934–35 гг., что служило ему прекрасным прикрытием для нелегальной работы в Китае). Было решено, что Павлов встретится с Уайтом и, представившись коллегой Билла, изложит ему тезисно идеи (исходящие от Билла как специалиста по Дальнему Востоку), касающиеся угроз со стороны Японии.
В апреле 1941 года Виталий Павлов и Михаил Корнеев (страховал Виталия Павлова) выехали в Соединённые Штаты Америки под видом дипкурьеров. В мае встреча Виталия Павлова и Уайта состоялась в одном из ресторанов Вашингтона. Во время беседы Виталий Павлов изложил Уайту мысли относительно положения на Дальнем Востоке. В ответ Уайт заметил, что и сам размышлял над этими же проблемами и, получив информацию от специалиста по данному региону, сможет предпринять определённые усилия в данном направлении.
Вот что пишет Виталий Павлов о результатах данной операции: 

Сейчас, когда я смог ознакомиться с текстами записок, подготовленных Уайтом для Г. Моргентау и доложенных осенью 1941 г. президенту Ф. Д. Рузвельту, мне стало ясно: краткие тезисы Билла, переданные мною, автор развил в убедительные аргументы, которые принял на вооружение Белый дом. 
США потребовали от Японии немедленно прекратить агрессию в Китае, а также нейтрализовать Маньчжоу-го. Таким образом, с точки зрения некоторых американских историков и в соответствии с воспоминаниями Виталия Павлова, операция советской разведки в конечном итоге привела к нападению Японии на Пёрл-Харбор.

## В культуре
Операции «Снег» посвящена целая серия в российском телесериале 2022 года «Начальник разведки» о советской разведке, но в несколько вольном изложении авторов сериала.